# روبرت أوين (رجل دين)
روبرت أوين (بالإنجليزية: Robert Owen)‏ (و. 1820 – 1902 م) هو رجال دين، وكاتب ويلزي، توفي في ويلز، عن عمر يناهز 82 عاماً.

## التعليم
تعلم في كلية يسوع (أكسفورد)
.